# Освалду Алкантара
Освалду Алкантара (порт. Osvaldo Alcântara; настоящее имя Балтазар Лопеш/Лопиш да Си́лва; порт. Baltasar Lopes da Silva, 23 апреля 1907 — 28 мая 1989) — поэт, романист, филолог. Писал на португальском языке. Родился на острове Сан-Николау, входящем в состав островов Зелёного Мыса (сейчас — Кабо-Верде).
Участник и соучредитель группы «Кларидаде» (Claridade, «Свет»). Занимал должность ректора лицея Жила Эанеша, крупнейшего учебного заведения на островах Зелёного Мыса. Его «Шикинью», написанный в 1936 и опубликованный в 1947 году, считается величайшим романом в литературе Кабо-Верде.
Стихотворения Алкантары были включены в следующие антологии:
- Antologia da poesia negra de expressão portuguesa («Антология негритянской поэзии на португальском языке»), Париж, 1958.
- Modernos poetas caboverdianos («Современные поэты Зелёного Мыса»), Прая, 1961.

На русском языке стихи Освалду Алкантары впервые были опубликованы в 1973 году в сборнике «Поэзия Африки» — 131-м томе «Библиотеки всемирной литературы».

Было время, тебя величал я богиней.
Мир
нерасчленённый стоял на уровне глаз.
Дешёвый словарь
тысячу слов предлагал. И мог я заимствовать клички.
Так отыскал я универсальное средство —
антибиотик, анестезин, панацею от всех незадач.
Ну а потом потянуло порыться в больших лексиконах,
и постепенно я обнаружил клады, залежи слов,
неисчерпаемые покрывала для тела богини…— Освальдо Алкантара.
Из стихотворения «Чистое стремление к поэзии».
Перевод В. Макаровой
Свои последние дни Освалду Алкантара провёл в Лиссабоне, где лечился от цереброваскулярных заболеваний. Умер 28 мая 1989 года.